# Amriswil
Amriswil est une commune suisse du canton de Thurgovie. Par sa population, elle est la quatrième ville du canton après Frauenfeld, Kreuzlingen et Arbon et la plus grande commune du district d'Arbon.

## Géographie
Selon l'Office fédéral de la statistique, Amriswil a une superficie de 19,02 km2.
Entourée de prairies, de forêts et de vergers, la cité d'Amriswil est située dans la vallée de l'Aach. La physionomie de la localité a été fortement marquée par l'industrialisation durant les XIXe et XXe siècles.

## Démographie
Selon l'Office fédéral de la statistique, Amriswil compte 14 313 habitants fin 2022. Sa densité de population atteint 753 hab./km2.

## Histoire

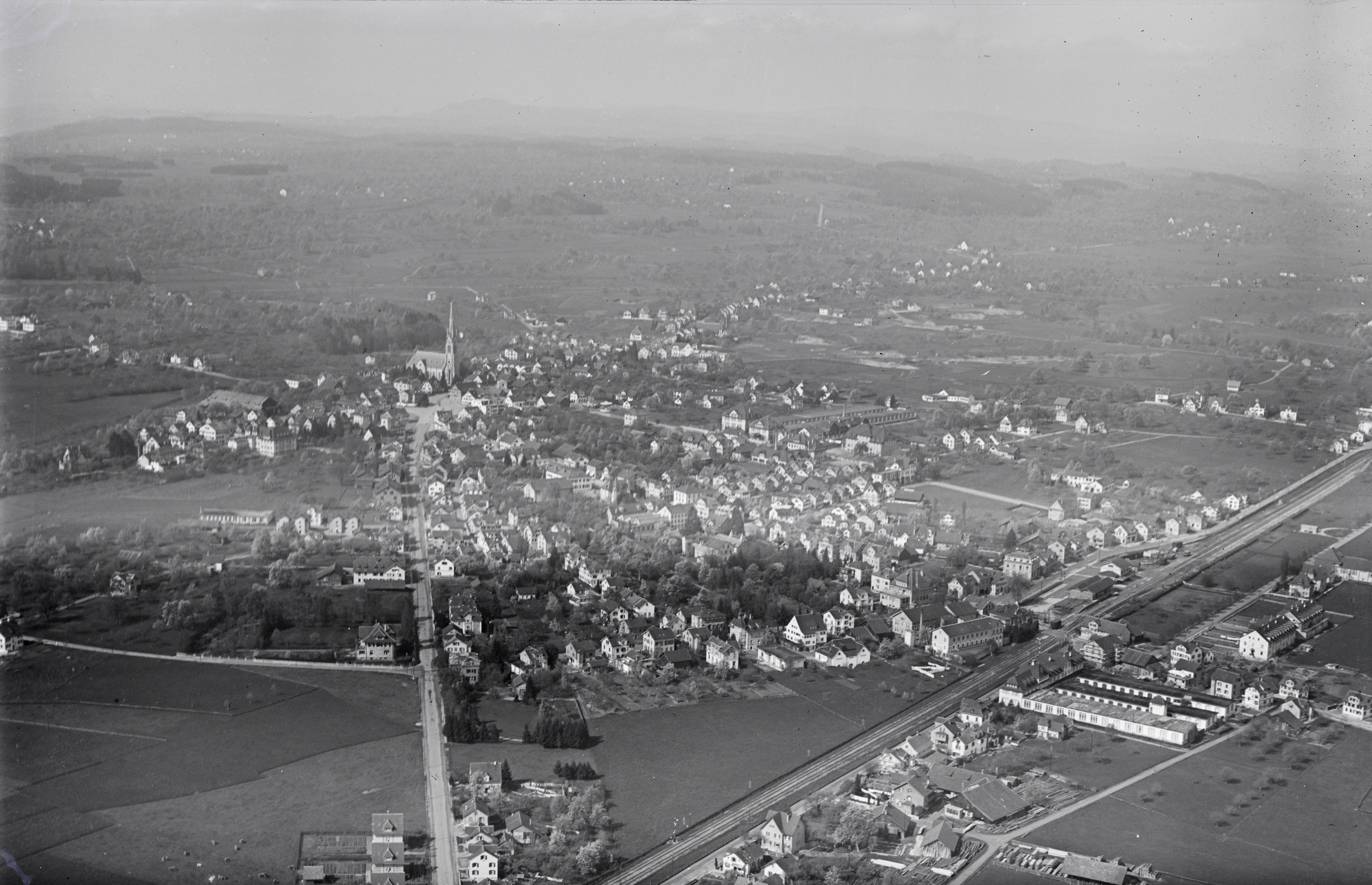
Photo aérienne prise à 300 m par Walter Mittelholzer (1923).

La première mention d’Amriswil remonte à l'année 799.
Au fil des ans, la commune s’est agrandie par des fusions successives avec Hemmerswil (1925), Mühlebach (1932), Biessenhofen, Oberaach et Räuchlisberg-Hagenwil (1979) et Schocherswil (1997).
La commune compte sur son sol une école de police intercantonale qui accueille les aspirants des corps de police des cantons de Thurgovie, St-Gall, Schaffhouse, des Grisons, des deux Appenzell et du Liechtenstein.

## Culture et patrimoine

### Héraldique
| Blason | Blasonnement : D'argent au pommier de sinople fruité de gueules. |

### Monuments et curiosités
- Musée de l'école, ouvert en 2002 dans un bâtiment scolaire rénové à cet effet Site du musée (en allemand).
- L'église réformée, construite en 1892 par August Hardegger est en style néo-gothique. Des remaniements ont été effectués à l'intérieur en 1922 et en 1943-44.
- L'église catholique est un bâtiment en béton construit en 1939 par Paul Büchi ; il s'agit de l'une des premières églises modernes du canton. Elle présente des vitraux d'Otto Steiger et des fresques de Carl Roesch.
- Plusieurs maisons à colombages sont remarquables.
- L'auberge Zum Goldenen Löwen (Au Lion d'Or) à Oberaach remonte à 1711. Elle est une des plus riches maisons à colombages de Suisse. Au premier étage se trouve une salle de tribunal et une salle annexe avec plafond à caissons et marqueterie.
- Le château d'Hagenwil, au sud-est d'Amriswil, fut construit dans la première moitié du XIIIe siècle par le croisé Rudolf von Hagenwil. Il s'agit d'un château à douves avec pont-levis, donjon du XIIIe siècle, corps de logis de 1551. L'aile orientale date de 1786, la chapelle du XVIe s., probablement remaniée en 1786 et dotée d'un nouvel aménagement. Le pont levis est daté de 1741. Dans la galerie qui évoque un chemin de ronde se tient un restaurant depuis 1830[4].

### Personnalités
- Hans Brühlmann, peintre.
- Dino Larese, écrivain ayant fait de la commune un rendez-vous d'intellectuels de renom en y invitant Thomas Mann, Eugène Ionesco, Carl Orff, Carl Gustav Jung et Martin Heidegger.

## Transports
- Ligne ferroviaire CFF Brig – Romanshorn
- Lignes de bus pour Arbon et pour Bischofszell
- Autoroute A1, sortie 5